# John Aynsley I
John Aynsley, noto come John Aynsley I (1752 – 1829), è stato un ceramista e decoratore britannico.

## Biografia
John Aynsley I è il personaggio più importante nell'ambito di una famiglia di ceramisti attiva a Longton, nello Staffordshire, dalla fine del XVIII secolo alla fine del XIX secolo.
John Aynsley I aprì la sua manifattura nel 1775 e solamente un secolo dopo, John Aynsley II (1823-1907), sposto l'azienda a Stoke nel Kent, per migliorarne la produttività, realizzando un prodotto forte, resistente, translucido, e straordinariamente bianco, con il quale attirò l'attenzione della regina Vittoria del Regno Unito, che con le sue commissioni sui prodotti di Aynsley II alzò la reputazione e la fama dell'azienda.
John Aynsley I si specializzò nella produzione di terraglie color crema e di porcellane, caratterizzate da una decorazione con un certo gusto e brillante, effettuata con dipinti a mano e variamente colorati.
I soggetti a carattere popolare, talvolta trasferiti sul pezzo da incisioni, erano anche piuttosto complessi come la Battaglia tra Humphries e Mendoza oppure il Club del catch.
I suoi pezzi, John Aynsley I, li firmava spesso con "J. Aynsley" oppure con "Lane End", dalla località dove era situata la manifattura.
Aynsley I si dimostrò notevolmente capace anche come lustratore.
Il nome della famiglia Aynsley è presente in altre due firme i cui marchi sono riprodotti su pezzi usciti dalla manifattura di Longton, nella seconda metà del XIX secolo: quello di Henry Aynsley & Co. e John Aynsley and Sons.